# Percote

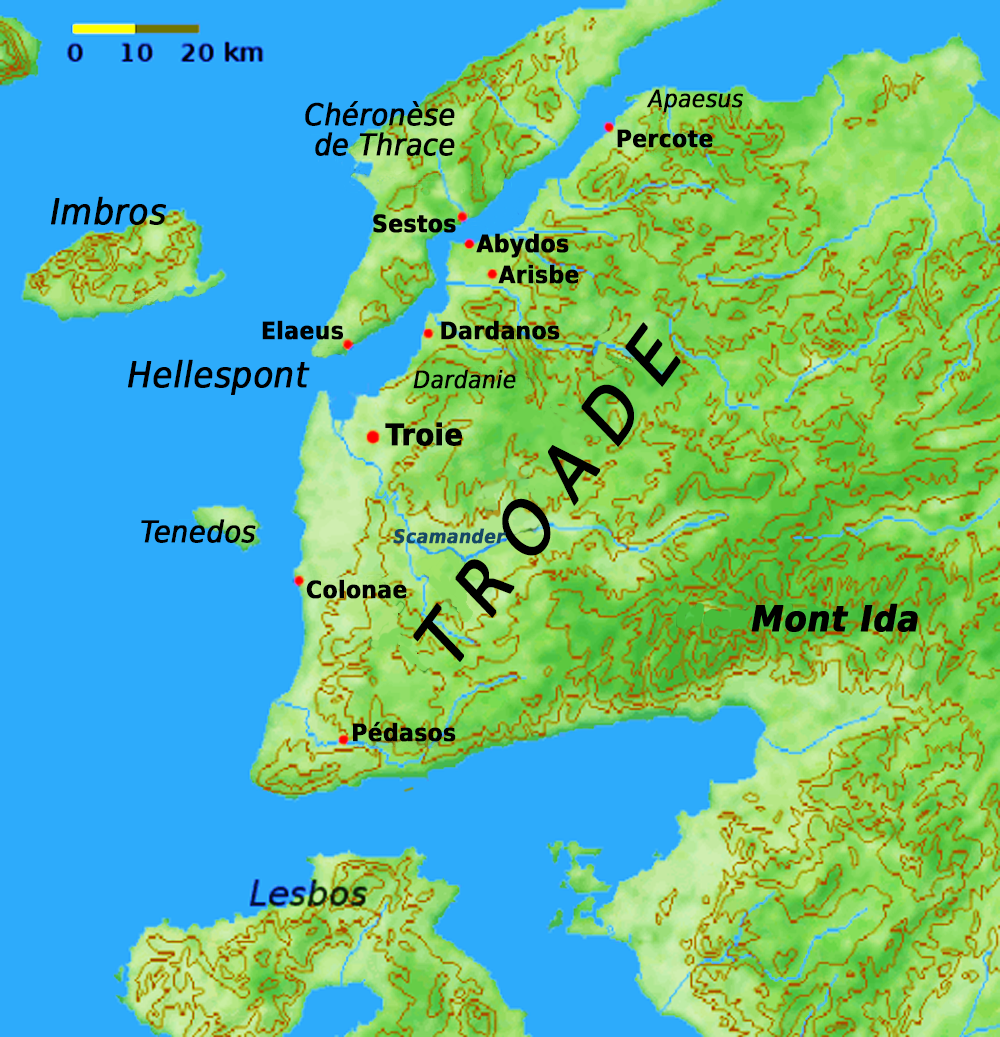
Localisation de Percote en Troade

Percote (en grec ancien Περκώτη) est une cité de la Grèce antique sur la rive asiatique de l'Hellespont.

## Situation
Percote se trouve en Asie Mineure, plus précisément en Troade, partie de la Mysie, région qui borde la Propontide (aujourd'hui mer de Marmara) au sud.
Dès le Ier siècle av. J.-C., la cité avait disparu. Strabon indique que son emplacement exact sur le littoral sud de l'Hellespont n'est plus connu.
Le site de Percote pourrait se trouver à 6,5 km à l'est du village d'Umurbey, sur la rive asiatique des Dardanelles (Hellespont). Une autre proposition est de localiser le site à Bergaz Köyü près de l'embouchure du Bergaz Çayı (l'ancien Practius), c'est-à-dire au nord d'Umurbey. Les deux emplacements sont voisins et Percote se situait donc entre les cités grecques d'Abydos et de Lampsaque, ce qui est confirmé par Hérodote et Pline l'Ancien.

## Mythologie
Dans la mythologie grecque, Percote a parmi ses habitants le noble Mérops, un devin, peut-être roi de la cité, dont on connaît quatre enfants : Arisbè, première femme de Priam, roi de Troie ; Adraste, fondateur et roi d'Adrastea ; Amphion (fils de Mérops), fondateur et roi de Pitiea ; Clitè, épouse de Cyzicos, roi des Dolions.
Percote est mentionnée à plusieurs reprises par Homère dans l'Iliade. Elle fait partie des alliés de Troie et plusieurs guerriers de la famille de Mérops participent à la guerre, comme Adraste et Amphion, ainsi que les fils d'Arisbè et de son second époux Hyrtakos, parmi lesquels Asius, qui mène un contingent issu de cités des bords de l'Hellespont, dont l'une est Percote.

## Histoire
Au Ve siècle av. J.-C., Percote fit partie de la ligue délienne, alliance contre la menace perse, comme de nombreuses cités du littoral de la mer Égée. Elle payait à Athènes un tribut (phoros) de 0,17 à 0,25 talent, un peu plus de 1 000 drachmes. Un tribut de moins d'un talent correspondait à une très petite cité ; leurs voisins de Lampsaque payaient environ 60 fois plus.
Ensuite, la cité est abandonnée et disparaît. Strabon, au début du Ier siècle, n'en connaît plus l'emplacement exact.